# 공 (시호)
공(共, 恭)은 시호에 쓰이는 글자다. 共과 恭은 서로 통용하여 쓰이며, 《일주서》 〈시법해〉에서 恭은 경사존상(敬事尊上), 존현귀의(尊賢貴義), 존현경양(尊賢敬讓), 기과능개(旣過能改), 집사견고(執事堅固), 애민장제(愛民長弟), 집례어빈(執禮御賓), 비친지궐(芘親之闕), 존현양선(尊賢讓善)을 일컫는다고 한다.

## 공황제
- 공제(386~421, 재위 418~420)는 동진의 11대이자 마지막 황제이다.
- 공제(537~557, 재위 554~556)는 서위의 3대이자 마지막 황제이다.
- 공제(605~619, 재위 617~618)는 수나라의 3대이자 마지막 정통 황제이다.
- 공제(604~619, 재위 618~619)는 수나라의 4대이자 마지막 황제이다.
- 공제(833~873, 재위 859~873)는 당나라의 17대 황제이다.
- 후주의 시종훈
- 공제(1271~1323, 재위 1274~1276)는 남송의 7대 황제이다.

## 공왕
- 서주 공왕
- 초 공왕
- 전한 장사공왕 오우
- 전한 조공왕 유회
- 전한 성양공왕 유희
- 전한 대공왕 유등
- 전한 양공왕 유매
- 전한 하간공왕 유불해
- 전한 육안공왕 유경
- 전한 조공왕 유충
- 전한 진정공왕 유보
- 전한 교동공왕 유수
- 전한 광릉공왕 유의

## 공공
- 내 공공
- 노 공공
- 송 공공
- 정 공공
- 조 공공
- 진 공공

## 공후
- 채 공후
- 한 공후